# Afroreptalus daemon
Afroreptalus daemon är en insektsart som beskrevs av Alexander Fyodorovich Emeljanov 1992. Afroreptalus daemon ingår i släktet Afroreptalus och familjen kilstritar. Inga underarter finns listade i Catalogue of Life.